# Joyce Grenfell
Pour les articles homonymes, voir Grenfell.
Joyce Irene Phipps, née le 10 février 1910 à Londres (dans le quartier de Knightsbridge), ville où elle est morte le 30 novembre 1979, est une actrice, chanteuse et auteur-interprète britannique, connue comme Joyce Grenfell (du nom de son mari).

## Biographie
Joyce Grenfell est la fille de Paul Phipps, un architecte britannique, et Nora Langhorne, une socialite américaine. Sa tante maternelle est Nancy Astor, et elle visite Cliveden fréquemment dans son adolescence.
En 1927, elle rencontre Reginald Pascoe Grenfell (1903–1993), un exécutif et lieutenant-colonel dans les Kings Royal Rifle Corps. Il est le petit-fils maternel du comte Albert Grey. Le couple se marie deux ans plus tard, à l'Église Sainte-Marguerite de Westminster.
Au théâtre, notamment à Londres, Joyce Grenfell s'illustre durant sa carrière dans des revues et surtout comme auteur-interprète de monologues et mélodies avec piano (souvent en collaboration avec le compositeur Richard Addinsell).
Mentionnons les revues Diversion (Londres, 1940, avec Edith Evans et Peter Ustinov) et Sigh No More (en) (Londres, 1945, avec Cyril Ritchard), ainsi que son interprétation (et mise en scène) de monologues et mélodies (Monologues and Songs) en 1958 à Broadway (New York), où elle se produit deux fois (la première en 1955).
Au cinéma, Joyce Grenfell débute dans le court métrage semi-documentaire A Letter from Home de Carol Reed (1941, avec Kathleen Harrison et Celia Johnson). Suivent vingt-quatre autres films, majoritairement britanniques, depuis L'Étranger (1943, avec Laurence Olivier et Penelope Dudley-Ward) jusqu'à La Rolls-Royce jaune (1964, sketch avec Ingrid Bergman et Omar Sharif), tous deux réalisés par Anthony Asquith.
Citons également Alice au pays des merveilles de Dallas Bower (film franco-britannique, 1949, avec Stephen Murray et Pamela Brown), Le Grand Alibi d'Alfred Hitchcock (1950, avec Jane Wyman et Marlene Dietrich) et Les Jeux de l'amour et de la guerre d'Arthur Hiller (film américain, 1964, avec James Garner et Julie Andrews).
À la télévision britannique enfin, Joyce Grenfell apparaît dans les adaptations téléfilmées de deux revues qu'elle venait de jouer sur les planches (Tuppence Coloured en 1949 et Penny Plain en 1952). S'ajoute la série Jackanory (en) (dix épisodes, 1968-1969).
En 1946, pour services rendus durant la Seconde Guerre mondiale, elle est faite Officier de l'ordre de l'Empire britannique (OBE). Elle meurt fin 1979 des suites d'un cancer, à 69 ans, peu avant d'être élevée au grade de Dame commandeur du même ordre (DBE).

## Théâtre musical

### Londres (sélection)
- 1939 : The Little Revue (ou Herbert Farjeon's Little Revue), musique de Walter Leigh, livret d'Herbert Farjeon
- 1940 : Diversion, revue, musique de Walter Leigh, livret d'Herbert Farjeon
- 1943 : Light and Shade, revue, musique de Clifton Parker, livret d'Herbert Farjeon
- 1945 : Sigh No More, revue, musique, livret et mise en scène de Noël Coward
- 1947 : Tuppence Coloured, revue de Laurier Lister
- 1951-1952 : Penny Plain, revue de Laurier Lister
- 1953-1954 : Airs on a Shoestring, revue de Laurier Lister
- 1954-1955 : Requests the Pleasure, revue, musique de Richard Addinsell, livret de Joyce Grenfell
- 1960-1961 : For Seven Good Reasons, monologues et mélodies avec piano de Joyce Grenfell, sur une musique de Richard Addinsell

### Broadway (intégrale)
- 1955 : Requests the Pleasure, revue, musique de Richard Addinsell, livret de Joyce Grenfell
- 1958 : Monologues and Songs, monologues et mélodies avec piano de Joyce Grenfell, sur une musique de Richard Addinsell, mise en scène de Joyce Grenfell

## Filmographie

### Cinéma (sélection)
(films britanniques, sauf mention contraire))
- 1941 : A Letter from Home de Carol Reed (court métrage) : la mère américaine
- 1943 : L'Étranger (The Demi-Paradise) d'Anthony Asquith : Sybil Paulson
- 1943 : Combat éternel (The Lamp Still Burns) de Maurice Elvey : Dr Barrett
- 1947 : Erreurs amoureuses (While the Sun Shines) d'Anthony Asquith : Daphné
- 1949 : Alice au pays des merveilles (Alice in Wonderland) de Dallas Bower (film franco-britannique) : la vilaine duchesse / le loir Dormouse
- 1949 : De la coupe aux lèvres (A Run for Your Monney) de Charles Frend : Mme Pargiter
- 1950 : Le Grand Alibi (Stage Fright) d'Alfred Hitchcock : « Lovely Ducks »
- 1950 : Cette sacrée jeunesse (The Happiest Days of Your Life) de Frank Launder : Mlle Gossage
- 1951 : Rires au paradis (Laughter in Paradise) de Mario Zampi : Elizabeth Robson « Fluffy »
- 1951 : Le Major galopant (The Galloping Major) d'Henry Cornelius : la serveuse Maggie
- 1951 : La Boîte magique (The Magic Box) de John Boulting : Mme Claire
- 1953 : Geneviève (Genevieve) d'Henry Cornelius : la propriétaire de l'hôtel
- 1954 : Les Belles de Saint-Trinian (The Belles of St. Trinian's) de Frank Launder : la policière Sergent Ruby Gates
- 1954 : L'Homme au million (The Million Pound Note) de Ronald Neame : la duchesse de Cromarty
- 1957 : Fric-Fracs à gogo (Blue Murder at St. Trinian's) de Frank Launder : la policière Sergent Ruby Gates
- 1958 : Gai, gai, marions-nous (Happy Is the Bride) de Roy Boulting : la tante Florence
- 1963 : The Old Dark House de William Castle : Agatha Femm
- 1964 : Les Jeux de l'amour et de la guerre (The Americanization of Emily) d'Arthur Hiller (film américain) : Mme Barham
- 1964 : La Rolls-Royce jaune (The Yellow Rolls-Royce) d'Anthony Asquith, 3e sketch (Trieste en 1941) : Hortense Astor

### Télévision (intégrale)
- 1949 : Tuppence Coloured, téléfilm adapté de la revue éponyme
- 1952 : Penny Plain, téléfilm de Laurier Lister adapté de la revue éponyme
- 1968-1969 : Jackanory (série), saisons 3 à 5, 10 épisodes : la conteuse